# Jakob Barth

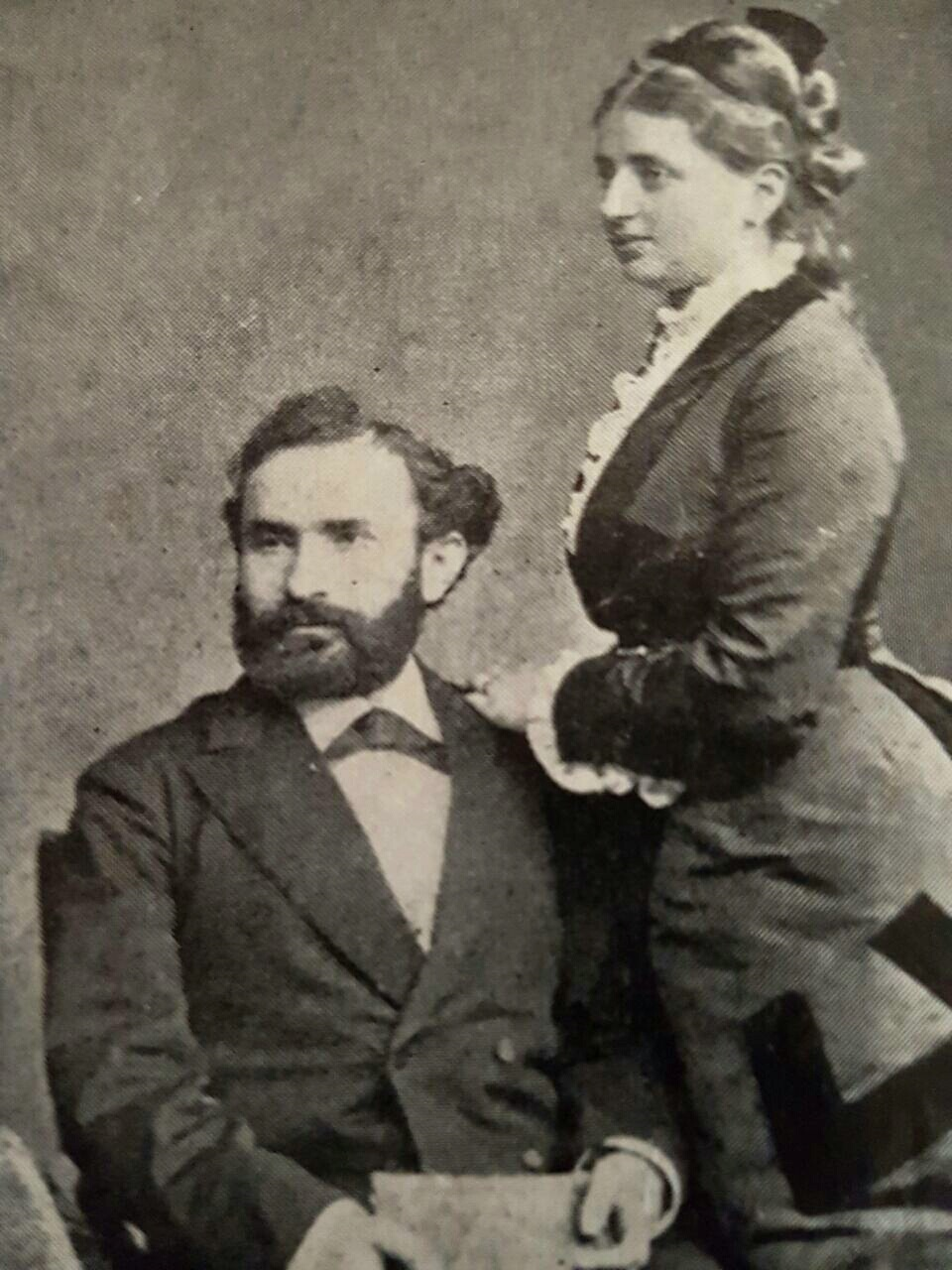
Jakob Barth und seine Frau Rosa

Jakob Barth (geboren am 3. März 1851 in Flehingen; gestorben am 24. Oktober 1914 in Berlin) war ein deutsch-jüdischer Orientalist.

## Leben
Als Jugendlicher erlernte er den Talmud, unter anderem bei seinem künftigen Schwiegervater Esriel Hildesheimer. Er studierte semitische Philologie an der Universität zu Berlin, der Universität Leipzig (bei Heinrich Leberecht Fleischer) und der Universität Straßburg (bei Theodor Nöldeke). 1876 erhielt er einen Lehrauftrag für semitische Philologie an der Universität Berlin und 1880 eine Assistenzprofessur. Als Jude war ihm eine ordentliche Professur verwehrt, er erhielt jedoch den Titel eines Geheimen Regierungsrats. Barth war einer der bedeutendsten Orientalisten seiner Zeit; zwei seiner Werke gelten bis heute als Standard-Nachschlagewerke: Die Nominalbildung in den semitischen Sprachen (1894) und Die Pronominalbildung in den semitischen Sprachen (1918). Diese Werke wie auch seine Etymologische Studien zum semitischen, insbesondere zum hebräischen und aramäischen Lexikon (1902) enthalten zwar weit hergeholte Etymologien und exzessive Schematisierung, zeugen aber vom Talent des Autors zur Entdeckung linguistischer Analogien. Barth war auch einer der bedeutendsten Arabisten seiner Zeit. Er publizierte grammatische, poetische und historische Texte sowie den Kommentar von Maimonides zum Mischnatraktat „Makkot“ (1880). Als orthodoxer Jude vermied er die Anwendung der historisch-kritischen Forschung, akzeptierte jedoch die Autorschaft eines zweiten Jesaja (Deuterojesaja) ab Kapitel 40 des Buchs Jesaja, die nach seiner Ansicht durch den Talmud gestützt werde.
Von 1874 bis zu seinem Tod unterrichtete er Hebräisch, Biblische Exegese und jüdische Philosophie am orthodoxen Rabbinerseminar, das von E. Hildesheimer in Berlin gegründet wurde. Sein Kommentar zu fast sämtlichen Büchern der Bibel, entstanden aus seinen Vorlesungen am Rabbinerseminar, ist bis heute nicht herausgegeben worden.
Seine Söhne Aharon Barth (1890–1957) und Elieser (Lazar) Barth (1880–1949) waren beide führende Zionisten innerhalb der orthodoxen Misrachi-Bewegung. Aharon Barth war von 1947 bis zu seinem Tod Generaldirektor der Anglo-Palestine Bank, der späteren Bank Leumi.